# فيفيان كوبريك
فيفيان كوبريك (بالإنجليزية: Vivian Kubrick)‏ (و. 1960  م) هي مخرجة أفلام، ومشغلة كاميرا، وملحنة، ومؤلفة موسيقى تصويرية، وممثلة أفلام، ومصورة سينمائية أمريكية، ولدت في لوس أنجلوس.

## وصلات خارجية
- فيفيان كوبريك على موقع IMDb (الإنجليزية)
- فيفيان كوبريك على موقع روتن توميتوز (الإنجليزية)
- فيفيان كوبريك على موقع ألو سيني (الفرنسية)
- فيفيان كوبريك على موقع ميوزك برينز (الإنجليزية)
- فيفيان كوبريك على موقع أول موفي (الإنجليزية)
- فيفيان كوبريك على موقع قاعدة بيانات الأفلام السويدية (السويدية)
- فيفيان كوبريك على موقع أول ميوزيك (الإنجليزية)
- فيفيان كوبريك على موقع ديسكوغز (الإنجليزية)
- فيفيان كوبريك على موقع ديسكوغز (الإنجليزية)
- فيفيان كوبريك على موقع قاعدة بيانات الفيلم (الإنجليزية)